# Štípa
Štípa (deutsch Stiep) ist ein Stadtteil von Zlín in Tschechien. Er liegt sieben Kilometer nordöstlich von Zlín und gehört zum Okres Zlín.

## Geographie

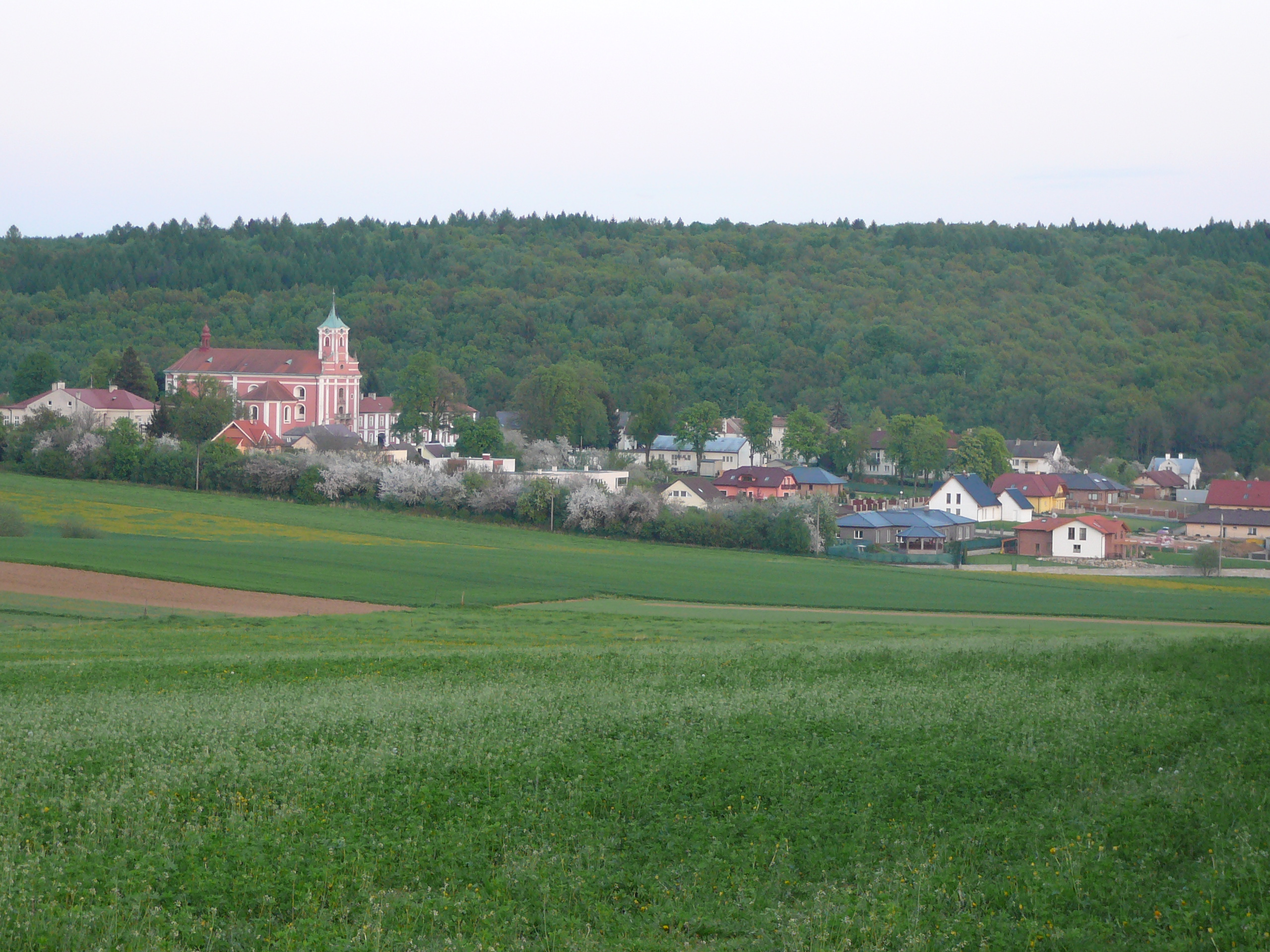
Blick von Kostelec auf das Unterdorf mit Kirche

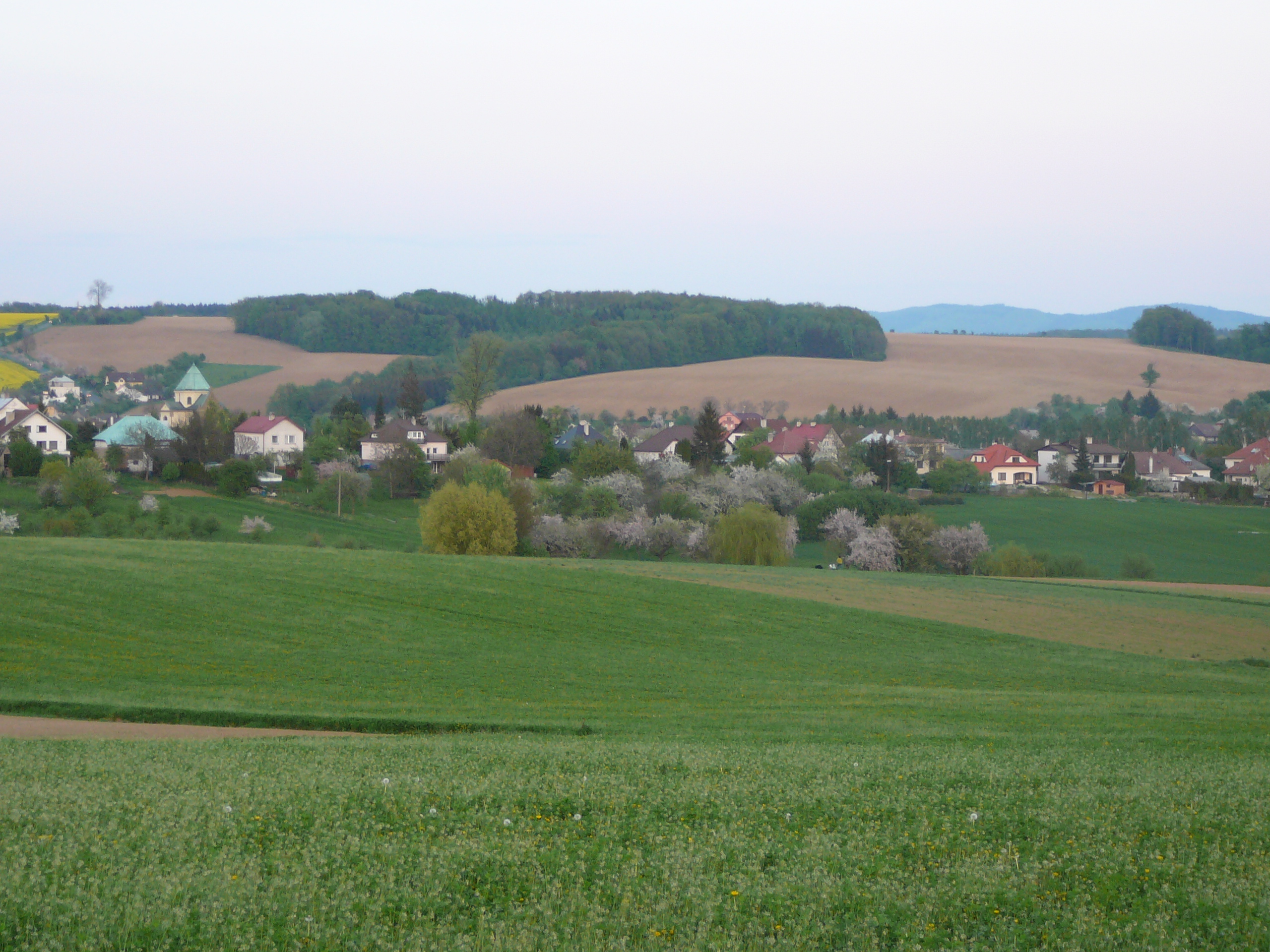
Blick von Kostelec auf des mittlere Dorf

Štípa erstreckt sich in der Freistadtler Senke (Fryštácká brázda) im oberen Tal des Baches Štípský potok. Nordöstlich erheben sich die Rablina (486 m) und der Sýkoří (449 m), im Osten die Úlehle (353 m) und südwestlich der Vršek (358 m). Westlich befinden sich das Schloss Lešná und der Zoo Zlín. Am nordöstlichen Ortsrand liegt der Sportflugplatz Štípa.
Nachbarorte sind Lukov im Norden, Velíková im Nordosten, Ostrata im Osten, Hvozdná im Südosten, Žleby, Příluky und Štákovy Paseky im Süden, Vršava und Kostelec im Südwesten, Dolní Ves im Westen sowie Fryšták, Horní Ves und Vítová im Nordwesten.

## Geschichte
Die erste schriftliche Erwähnung über das zur Herrschaft Lukov gehörige Dorf erfolgte 1391 im Zuge einer Schenkung an die Kirche in Sczyp durch Ješek von Sternberg. Im Jahre 1509 wurde der Ort als Ssczypy und 1517 als Ščípa bezeichnet. In der Nähe des Ortes bestand im Mittelalter das Dorf Ježov, das seit 1516 als wüst bezeichnet wurde. Aus dem Jahre 1552 ist der Ortsname Sstypie überliefert. Die Herren von Sternberg hielten die Herrschaft bis 1511, nachfolgende Besitzer waren die Herren von Kunstadt und ab 1577 die Nekeš von Landek. Da Václav Nekeš trotz dreier Ehen kinderlos blieb, wurde nach seinem Tode im Jahre 1607 Lukrecia, die einzige Tochter seines Bruders Zikmund, zur lebenslangen Besitzerin der Herrschaft. Im Gegensatz zu ihrem erblichen Besitz Vsetín und Rymice, sollte Lukov mit dem Gut Přílepy gemäß Václav Nekešs Testament nach Lukrecias Tod an die Herren von Víckov übergehen. Unter dem Einfluss der Olmützer Jesuiten war Lukrecia vor 1598 zum Katholizismus übergetreten. Nachdem sie zuvor Eheangebote von Albrecht von Schleinitz und Vilém von Vřesovice ausschlug, heiratete die knapp 17-jährige 1599 ihren Vormund Arkleb von Víckov auf Prusinovice. Er verstarb im Herbst 1608 ohne Nachkommen und Lukrecia heiratete im Mai 1609 Albrecht von Waldstein. Als Lukrecia von Waldstein am 23. März 1614 auf Schloss Vsetín verstarb, hinterließ sie die Herrschaften Vsetín, Rymice und Lukov mit 46 Dörfern und vier Städtchen. Waldstein ließ seine Frau in der Wallfahrtskirche beisetzen.
Entsprechend ihrem letzten Wunsch ließ Waldstein ab 1616 weit unterhalb des Dorfes eine neue große Wallfahrtskirche anlegen und daneben ein Kartäuserkloster errichten, das mit Mönchen aus der Kartause Olmütz besiedelt werden sollte. Die Herrschaft Lukov behielt er jedoch unter Bruch der testamentarischen Verfügung des Václav Nekeš. Nach dem Ausbruch des Dreißigjährigen Krieges wurden 1620 die Bauarbeiten an der neuen Kirche und dem Kartäuserkloster eingestellt. Zu dieser Zeit bestand das Dorf aus 21 Häusern. Wegen der unsicheren Lage in Mähren verließ Waldstein die Burg Lukov und zog sich nach Böhmen zurück, wo er Jičín zu seinem neuen Sitz machte. Im Juni 1623 verkaufte er die Herrschaft und übertrug die Stieper Kartause auf Karthaus-Walditz. 1625 ließ Waldstein die sterblichen Überreste seiner Frau nach Walditz überführen. Dort gründete er am 10. August 1627 das Kartäuserkloster des Hl. Bruno. Die Wallfahrtskirche und die Kartause Stiep blieben unvollendet, infolge des Krieges erlosch auch die Pfarre. Nachfolgende Besitzer waren Stephan Schmidt von Freihofen, ab 1632 die Freiherren Minkwitz von Minkwitzburg und ab 1710 Johann Josef von Rottal. Während dieser Zeit erhöhte sich die Schuldenlast der Herrschaft durch schlechte Wirtschaft immer mehr, so dass eine Vollendung der Kirche in weite Ferne rückte.
Im Jahre 1724 erwarb Johann Friedrich Graf von Seilern-Aspang die darniederliegende Herrschaft für 200.000 Gulden. Er gründete 1736 am unteren Ende des Dorfes ein herrschaftliches Spital, ließ den Kirchenbau wieder aufnehmen und errichtete 1750 den Primogenitur-Fideikommiss Lukov-Kralice, den im Jahre darauf sein Sohn Christian August von Seilern erbte. Im Jahre 1760 wurde auf den Resten der Klostermauern südlich der Kirche ein Pfarrhaus errichtet. 1765 wurde die neue Wallfahrtskirche schließlich geweiht. Die Grafen von Seilern führten die Herrschaft zu neuer Blüte. Dadurch wuchs auch das Dorf Stiep stark an. Im Jahre 1834 lebten in den 109 Häusern 758 Personen. Bis zur Mitte des 19. Jahrhunderts blieb Stiep immer der Herrschaft Lukov untertänig.
Nach der Aufhebung der Patrimonialherrschaften bildete Štíp / Stiep ab 1850 eine Gemeinde in der Bezirkshauptmannschaft Holešov. Der heutige Ortsname Štípa wird seit 1890 verwendet. Zwischen 1887 und 1894 ließen die Grafen Seilern auf den westlichen Fluren der Gemeinde das Schloss Lešná als neuen Herrschaftssitz anlegen, an den sich ein Tiergarten anschloss. Im Jahre 1930 bestand Štípa aus 209 Häusern und hatte 1111 Einwohner. 1935 wurde die Gemeinde dem neuerrichteten Bezirk Zlín zugeordnet. Nach dem Zweiten Weltkrieg wurden die Grafen Seilern enteignet und auf dem Gelände des gräflichen Tiergartens 1948 der Zoo Lešná angelegt. Mit Beginn des Jahres 1961 wurde Štípa mit Kostelec zu einer Gemeinde Kostelec-Štípa zusammengeschlossen. Am 15. Juli 1976 erfolgte die Eingemeindung von Kostelec-Štípa in die Stadt Gottwaldov, die seit 1990 wieder den Namen Zlín trägt. Im 19. und 20. Jahrhundert erfuhr das Dorf eine starke Erweiterung nach Südwesten bis an die Wallfahrtskirche sowie entlang der Straßen vom Dorf und der Kirche zum Schloss. Die Straße zwischen Fryšták und Slušovice bildet die Grenze zwischen dem Oberdorf und dem Niederdorf, wobei letzteres der jüngere Teil des Ortes ist. Zu Beginn des Jahres 1994 bestand Štípa aus 487 Häusern und hatte 1537 Einwohner. Im Jahre 1991 hatte Štípa 1563 Einwohner. Beim Zensus von 2001 lebten in den 500 Häusern des Dorfes 1685 Personen.

## Ortsgliederung
Zu Štípa gehören die Ansiedlung Žleby, die Ortslage Výpusta, das Schloss Lešná (Leschna) und die Einschicht Větrný mlýn (Windmühle).

## Sehenswürdigkeiten

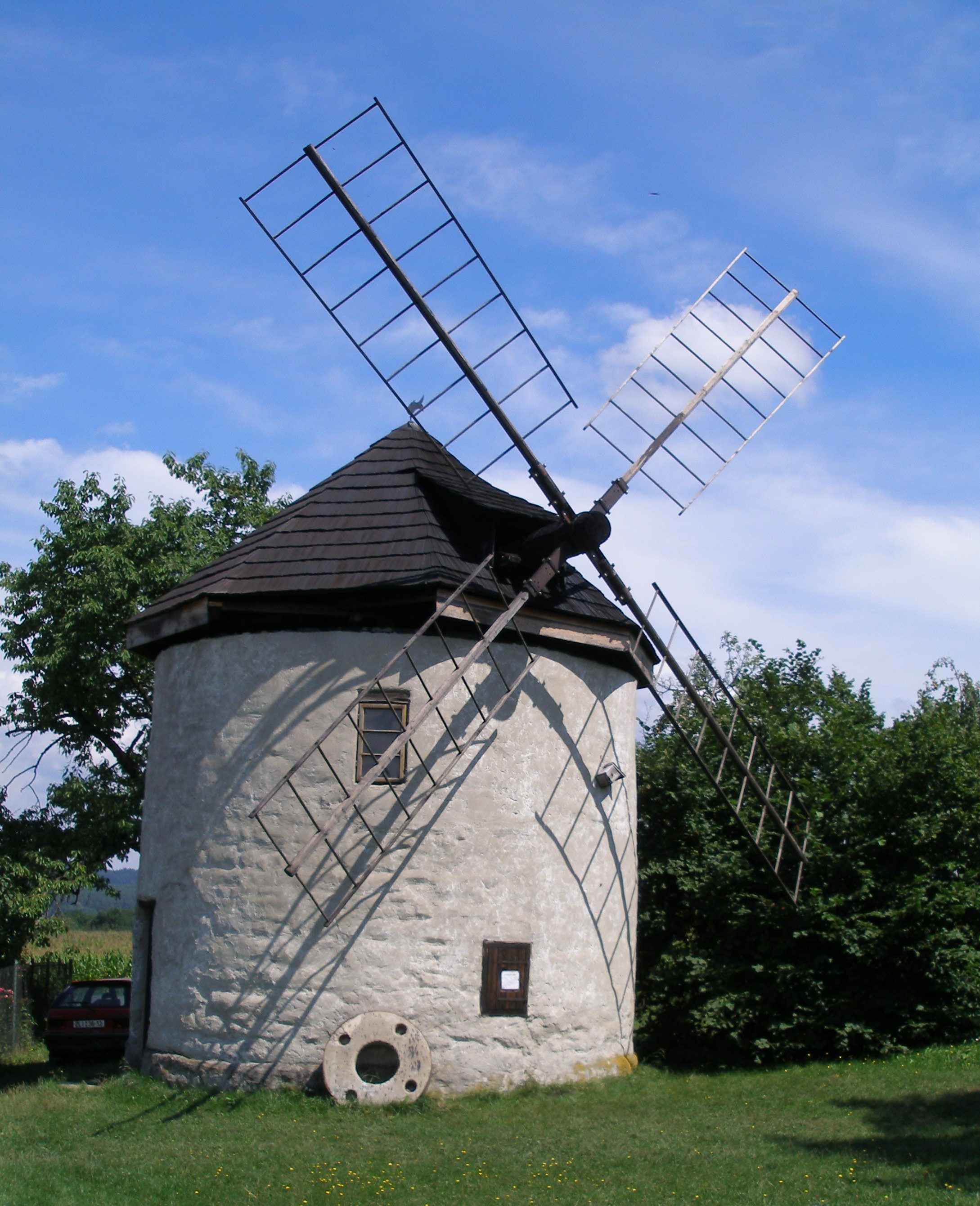
Windmühle bei Štípa

- Barocke Wallfahrtskirche Mariä Wiegenfest und Gebäude des ehemaligen Kartäuserklosters, am unteren Ortsausgang an der Grenze zu Kostelec. Die Anlage entstand gemäß dem letzten Willen von Albrecht von Waldsteins verstorbener Frau Lukrecia, die den Bau einer neuen großen Kirche für die Statuette der Jungfrau Maria von Stiep sowie die Errichtung eines Klosters neben der Kirche gewünscht hatte. Im Jahre 1616 ließ Waldstein den Grundstein für Kirche und Kloster legen. Für die Ausführung holte er italienische Maurer und Steinmetzen ins Land. Nachdem sowohl die Franziskaner aus Uherské Hradiště als auch die Jesuiten aus Olmütz Waldsteins Angebot abgelehnt hatten, entschied sich dieser für die Olmützer Kartäuser. Die Gründungsurkunde für das Kartäuserkloster Stiep wurde am 1. Mai 1617 auf der Burg Lukov ausgestellt und am 23. Juni 1618 durch Kardinal Franz Seraph von Dietrichstein bestätigt. Bis 1620 schritt die Bauausführung zügig voran, doch mit dem Ausbruch der offenen Kämpfe der Mährischen Stände gegen König Ferdinand II. mussten sie eingestellt werden und ruhten 124 Jahre. Unter Johann Friedrich von Seilern-Aspang wurden die Bauarbeiten wieder aufgenommen. Am 29. September 1762 wurde die Kirche benediziert und am 30. September 1764 die Statuette der Jungfrau Maria von Stiep aus der alten Kirche zur neuen verbracht. Am 7. Juli 1765 wurde die Kirche durch Weihbischof Johann Karl Leopold von Scherffenberg geweiht.
- Alte Kirche, sie entstand in der zweiten Hälfte des 14. Jahrhunderts, unter den Herren von Sternberg auf Lukov durch Erweiterung einer kleinen Kapelle mit der Statuette der Jungfrau Maria von Stiep. Im Innern befinden sich mehrere Grabsteine der Familie Nekeš von Landek. 1614 wurde Lukrecia von Waldstein in der Kirche beigesetzt, später ließ Albrecht von Waldstein die Gebeine seiner ersten Frau nach Walditz überführen. Zwischen 1807 und 1907 diente die Kirche als Familiengrablege der Grafen von Seilern.
- Kreuzweg von Lešná zur Kirche, angelegt 1905
- Schloss Lešná und Zoo Zlín
- Windmühle Štípa, östlich des Dorfes am Hügel Úlehle, erbaut 1858–1860